# Der Weihnachtsgrummel
Der Weihnachtsgrummel, auch Leider Weihnachten (in der Langfassung) ist eine vierteilige deutsche Miniserie des RBB.

## Handlung
Helmut Grummel lebt mit seinem Wellensittich, Herr Müller in Berlin. Helmut hasst Weihnachten und möchte nichts damit zu tun haben. Herr Müller hingegen liebt Weihnachten. Zu Helmuts großer Verärgerung verstellt Herr Müller die Stereoanlage mitunter so, dass Weihnachtslieder gespielt werden.
Eines Tages verletzt sich Helmuts Nachbar Aday, ein türkischer Student, der sich als Weihnachtsmann verkleidet hat. Helmut nimmt ihn zu sich auf.
Wenig später erscheint Helmuts heimliche Liebe Romina Lichter im Engelskostüm vor seiner Tür und bittet ihn um Hilfe. Helmut tut sein bestes, um sie zu unterstützen.
Wenig später feiern Aday und Romina gemeinsam Weihnachten, während Helmut allein auf dem Sofa sitzt. Als Helmut kurz darauf über seinen Mantel stürzt, eilt Herr Müller zur Hilfe und versucht alles um Helmut doch noch zu einem schönen Weihnachtsfest zu verhelfen.

## Hintergrund
Die Fernsehserie wurde am 11. Dezember 2019 zunächst in der ARD Mediathek veröffentlicht. Vom 17. bis 20. Dezember 2019 wurde die Serie täglich beim RBB gezeigt. Am 24. Dezember 2019 wurde die Serie als Fernsehfilm bei RBB ausgestrahlt. Der Film heißt in der Langfassung Leider Weihnachten und ist insgesamt 20 Minuten lang. Das Drehbuch schrieben Detlev Buck und Cüneyt Kaya. Cüneyt Kaya führte ebenfalls die Regie. Detlev Buck spielte die Hauptrolle des Helmut Grummel. Die Serie wurde im November 2019 in Berlin gedreht.

## Besetzung
| Rolle          | Schauspieler/in     |
| -------------- | ------------------- |
| Helmut Grummel | Detlev Buck         |
| Aday           | Burak Yiğit         |
| Romina         | Monika Wojtyllo     |
| Abbas          | Kida Khodr Ramadan  |
| David          | Florian Kleine      |
| Frau Birne     | Johanna Ingelfinger |

## Episodenliste
| Nr. | Originaltitel | Erstausstrahlung D | Regie       | Drehbuch                |
| --- | ------------- | ------------------ | ----------- | ----------------------- |
| 1   | Folge 1       | 17. Dez. 2019      | Cüneyt Kaya | Detlev Buck Cüneyt Kaya |
| 2   | Folge 2       | 18. Dez. 2019      | Cüneyt Kaya | Detlev Buck Cüneyt Kaya |
| 3   | Folge 3       | 19. Dez. 2019      | Cüneyt Kaya | Detlev Buck Cüneyt Kaya |
| 4   | Folge 4       | 20. Dez. 2019      | Cüneyt Kaya | Detlev Buck Cüneyt Kaya |